# Orizari (Lipkovo)
Orizari (en macédonien Оризари, en albanais Orizare) est un village du nord de la Macédoine du Nord, situé dans la municipalité de Lipkovo. Le village comptait 2094 habitants en 2002. Il est majoritairement albanais.

## Démographie
Lors du recensement de 2002, le village comptait :
- Albanais : 2 064
- Macédoniens : 3
- Autres : 27